# Championnats du monde d'escrime 1981
Navigation
Édition précédente Édition suivante
Les championnats du monde 1981 se sont déroulés à Clermont-Ferrand en France du 2 juillet au 13 juillet 1981. Ils sont organisés par la Fédération française d'escrime sous l’égide de la Fédération internationale d'escrime.
La compétition comprend cette année-là 8 épreuves (deux féminines et 6 masculines) :
- Féminines
  - Fleuret individuel
  - Fleuret par équipe
- Masculines
  - Fleuret individuel
  - Fleuret par équipe
  - Epée individuelle
  - Epée par équipe
  - Sabre individuel
  - Sabre par équipe

## Médaillés
| Épreuves           | Or                                                                                             | Argent                                                                                      | Bronze                                                                              |
| ------------------ | ---------------------------------------------------------------------------------------------- | ------------------------------------------------------------------------------------------- | ----------------------------------------------------------------------------------- |
| Épée               |                                                                                                |                                                                                             |                                                                                     |
| Hommes individuel  | Zoltán Székely                                                                                 | Aleksandr Mozhayev                                                                          | Elmar Borrmann                                                                      |
| Hommes par équipes | Union soviétique- Ashot Karagyan - Aleksandr Mozhayev - Leonid Dunayev - Valeriy Khondogo      | Suisse- Gabriel Nigon - Daniel Giger - Michel Poffet - Patrice Gaille - François Suchanecki | Hongrie- Ernő Kolczonay - Balázs Dénes - Zoltán Székely - László Pethő              |
| Fleuret            |                                                                                                |                                                                                             |                                                                                     |
| Hommes individuel  | Volodymyr Smyrnov                                                                              | Petru Kuki                                                                                  | Angelo Scuri                                                                        |
| Hommes par équipes | Union soviétique- Volodymyr Smyrnov - Aleksandr Romankov - Yuri Lykov - Sabirzhan Ruziyev      | Italie- Angelo Scuri - Andrea Borella - Mauro Numa - Carlo Montano                          | Allemagne de l'Ouest- Matthias Behr - Harald Hein - Frank Beck - Mathias Gey        |
| Femmes individuel  | Cornelia Hanisch                                                                               | Luan Jujie                                                                                  | Dorina Vaccaroni                                                                    |
| Femmes par équipes | Union soviétique- Larisa Tsagarayeva - Marina Soboleva - Valentina Sidorova - Nailya Gilyazova | Allemagne de l'Ouest- Cornelia Hanisch - Ute Wessel - Ingrid Losert - Sabine Bischoff       | Hongrie- Ildikó Schwarczenberger - Edit Kovács - Zsuzsanna Szőcs - Gertrúd Stefanek |
| Sabre              |                                                                                                |                                                                                             |                                                                                     |
| Hommes individuel  | Dariusz Wódke                                                                                  | Hongrie Imre Gedővári                                                                       | Michele Maffei                                                                      |
| Hommes par équipes | Hongrie- György Nébald - Rudolf Nébald - Imre Gedővári - Pál Gerevich                          | Union soviétique- Nikolaï Alekhine - Andreï Alchan - Viktor Krovopouskov - Mikhaïl Bourtsev | Pologne- Leszek Jabłonowski - Jacek Bierkowski - Tadeusz Piguła - Dariusz Wódke     |

## Tableau des médailles
| Rang | Nation               | Or | Argent | Bronze | Total |
| ---- | -------------------- | -- | ------ | ------ | ----- |
| 1    | Union soviétique     | 4  | 2      | 0      | 6     |
| 2    | Hongrie              | 2  | 1      | 2      | 5     |
| 3    | Allemagne de l'Ouest | 1  | 1      | 2      | 4     |
| 4    | Pologne              | 1  | 0      | 1      | 2     |
| 5    | Italie               | 0  | 1      | 3      | 4     |
| 6    | Chine                | 0  | 1      | 0      | 1     |
| 7    | Roumanie             | 0  | 1      | 0      | 1     |
| 8    | Suisse               | 0  | 1      | 0      | 1     |